# فابيان كاستيلو
فابيان كاستيلو (بالإسبانية: Fabián Castillo)‏ (17 يونيو 1992 بكالي في كولومبيا - ) هو لاعب كرة قدم كولومبي في مركز جناح ‏. شارك مع منتخب كولومبيا تحت 17 سنة لكرة القدم ومنتخب كولومبيا تحت 20 سنة لكرة القدم ومنتخب كولومبيا لكرة القدم. أما مع النوادي، فقد لعب مع ديبورتيفو كالي ونادي دالاس.

## وصلات خارجية
- فابيان كاستيلو على موقع الاتحاد الدولي (مؤرشف)  (الإنجليزية)
- فابيان كاستيلو على موقع اتحاد تركيا (لاعب) (الإنجليزية)
- فابيان كاستيلو على موقع الدوري الأمريكي (الإنجليزية)
- فابيان كاستيلو على موقع قاعدة بيانات كرة القدم.إي يو (الإنجليزية)
- فابيان كاستيلو على موقع ناشيونال فوتبول تيمز (الإنجليزية)
- فابيان كاستيلو على موقع Soccerway.com (الإنجليزية)
- فابيان كاستيلو على موقع عالم كرة القدم.نت (الإنجليزية)
- فابيان كاستيلو على موقع AS.com (الإسبانية)